# (659) Néstor
(659) Néstor es un asteroide perteneciente a los asteroides troyanos de Júpiter descubierto el 23 de marzo de 1908 por Maximilian Franz Wolf desde el observatorio de Heidelberg-Königstuhl, Alemania.
Está nombrado por Néstor, un personaje de la mitología griega.